# 覺羅集蘭
覺羅集蘭（1729年—1801年），宗谱写作濟蘭，字号不详，满洲镶蓝旗人。清朝官员，进士出身。

## 生平
乾隆十八年（1753）癸酉举人，二十六年（1761）辛巳进士（隶镶蓝旗满洲觉罗明善佐领下）。
- 乾隆三十六年（1771）十二月授光祿寺署丞
- 乾隆四十六年（1781）二月補授主事
- 乾隆四十七年（1782）二月補授員外郎
- 乾隆五十三年（1788）授翰林院侍講學士，五十六年（1791）革職
- 嘉慶六年（1801）卒。[1]

## 家庭
- 先祖覺羅索長阿，(追)興祖直皇帝福滿第三子。
- 世祖覺羅務泰。嫡妻馬佳氏馬屯之女，繼妻馬佳氏博和禮之女。
- 太高祖覺羅洞峩洛。嫡妻馬佳氏國納輔之女。
- 高祖觉罗龍錫，長史，崇德六年（1641）辛巳七月初二日陣亡。嫡妻雅爾祜覺羅氏祜喇祜之女。
- 曾祖覺羅阿哈，二等轻车都尉。嫡妻瓦爾喀伊爾根覺羅氏布蘭之女。
- 祖覺羅巴哈布，山西按察使。嫡妻蕭氏李慶之女，繼妻瓜爾佳氏司務索爾遜之女。胞兄护军參领扎克丹，其子阿爾嵩阿；孙恭慤公覺羅圖思德，贵州巡抚、湖广总督、兵部尚書；曾孙湖北候补道觉罗恆慶；元孙嘉慶四年己未科進士文敏公覺羅桂芳。
- 妻伊尔根觉罗氏（父慶篤）。
- 父覺羅明亮。嫡妻鄂卓氏西爾門之女，繼妻龔氏。
- 子覺羅謙吉，工部郎中。嫡妻李氏（父經福），继妻伊爾根覺羅氏（父正黄旗满洲、乾隆十七年壬申（1752）科舉人明德布，祖父武英殿大学士阿尔泰 (清朝大臣)）。孙儿（生母伊爾根覺羅氏）祥鶴，烏雲珠。
- 子覺羅十格，中書。妻鈕祜祿氏（父伊克坦布）。